# Sofía Espinosa Carrasco
Sofía Espinosa Carrasco (Ciutat de Mèxic, 22 de setembre de 1989) més coneguda com a Sofía Espinosa és una actriu de teatre i cinema, guionista i productora mexicana. La seva primera participació en la pantalla gran va ser amb el protagonista de “Maty” en la pel·lícula La niña en la piedra i va ser nominada per l'Acadèmia Mexicana de Cinematografia al Premi Ariel com a millor actriu i 10 anys després va ser guanyadora al Premi Ariel per la seva actuació a Gloria.

## Formació artística
Filla del director de teatre Mario Espinosa i de la directora artística Gloria Carrasco Altamirano. Als 13 comença el seu camí a l'actuació a Argos Casa Azul, més endavant, va prendre un seminari de Shakespeare a The Royal Academy of Dramatic Arts a Londres. Va continuar el seu viatge cap a la perfecció histriònica en un Seminari de Teatre Físic al Stella Adler Studio of Acting a Nova York i es va preparar amb estudis teatrals durant 2 anys a Buenos Aires, l'Argentina. Va complementar els seus estudis a escoles com a Timbre 4 i El Kafka, amb Guillermo Angelelli, entre d'altres.
En el seu retorn a Mèxic, cursa estudis de guió cinematogràfic al Centro de Capacitación Cinematográfica. En 2011, comença com a becària del FONCA, sent Jove Creador Escènic en Formació. També prenc un diplomat de dramatúrgia al Centre Cultural Hel·lènic.

## Carrera
La seva passió per l'actuació l'han portat a grans projectes en cinema, teatre i televisió; en teatre, ha destacat en obres com Después del ensayo d'Ingmar Bergman i dirigida per Mario Espinosa, Antes dirigida per Martha Mega, Manzanas produïda per Conejo con Prisa i dirigida per Alberto Lomnitz, Sabor amargo a càrrec de Claudia Ríos, Los Constructores de Imperios, dirigida per Mario Espinosa i Ruleta Rusa per Max Zunino, entre d'altres.
La incursió de Sofia al cinema mexicà ha plasmat un nou context, des dels seus inicis en pel·lícules com La niña en la piedra i El brassier d'Emma totes dues dirigides per Maryse Sistach. Va participar en la pel·lícula Chamaco, The Kid en el paper de Paulina, dirigida per Miguel Necoechea i Te extraño a càrrec de Fabián Hoffman.
En 2011 el film Vete más lejos Alicia, dirigida per Elisa Miller, va fer a Sofia creditora del premi a Millor Actriu al Festival Internacional de Cinema de Guanajuato. La cinta Asteroide va ser gravada en 2014 i dirigida per Marcelo Tobar, el 2017 torna a compartir càmera amb l'actor Gabino Rodríguez a Los crímenes de Mar del Norte, dirigida per José Buil.
El seu creixement com a actriu la va portar a formar part de l'elenc principal de Los bañistas dirigida per Max Zunino per a també compartir crèdits com a guionista i productora en aquest llargmetratge. En 2015 Espinosa és triada per a protagonitzar la pel·lícula Gloria, inspirada en la vida de la cantant Gloria Trevi, aquesta pel·lícula dirigida per Christian Keller la posiciona com a guanyadora a Millor Actriu amb el Premi Ariel, al Premi Luminius com a Actriu de l'Any i al premi Diosas de Plata com a Millor Actriu .
Contínua la seva carrera en el món del cinema amb la cinta La habitación dirigida per Alfonso (Poncho) Pineda i més endavant filma el llargmetratge titulat Bruma per també compartir crèdits de guionista i productora a més de la seva participació com a actriu, aquesta cinta és dirigida per Max Zunino. En 2018 co va protagonitzar al costat de Juan Manuel Bernal La gran promesa del director Jorge Ramírez Suárez
La seva particular veu la va incloure en el doblatge mexicà de la pel·lícula Coco de Pixar en el personatge de la mamà Luisa Rivera i va participar en la cinta Apapacho, dirigida per Marquise Lepage
Sofía ha actuat en diversos curtmetratges entre ells Ver llover, dirigit per Elisa Miller, guanyador de la Palma d'Or al Festival Internacional de Cinema de Canes.
Espinosa ha participat en reeixides produccions televisives com Capadocia, Bienvenida Realidad, Las Aparicio, i Lss 13 esposas de Wilson Fernández.

## Filmografia

### Pel·lícules
| Any  | Títol                         | Paper             | Notes                    | Ref.   |
| ---- | ----------------------------- | ----------------- | ------------------------ | ------ |
| 2006 | La vida inmune                | Lidia             |                          | [ 8 ]  |
| 2006 | Ver llover                    | Sofía             | Curtmetratge             | [ 8 ]  |
| 2006 | La niña en la piedra          | Mati              | Nominada a l'Ariel       | [ 9 ]  |
| 2007 | El Brassier de Emma           | Emma              |                          | [ 10 ] |
| 2009 | The Kid: Chamaco              | Paulina           |                          | [ 9 ]  |
| 2010 | I Miss You                    | Alejandra         |                          | [ 9 ]  |
| 2010 | Vete Más Lejos, Alicia        | Alicia            |                          | [ 10 ] |
| 2014 | Asteroide                     | Elda Careaga      |                          | [ 10 ] |
| 2014 | Los bañistas                  | Flavia Rivera     |                          | [ 9 ]  |
| 2014 | Gloria                        | Gloria Trevi      | - Ariel - Diosa de Plata | [ 9 ]  |
| 2016 | Bruma                         | Martina           |                          | [ 10 ] |
| 2016 | La habitación                 | Clara             |                          | [ 10 ] |
| 2017 | Los crímenes de Mar del Norte | Graciela Arias    |                          | [ 10 ] |
| 2017 | La gran promesa               |                   |                          |        |
| 2017 | Coco                          | Mamá Luisa Rivera | Veu                      |        |

### Sèries
| Any  | Títol                              | Paper          | Productora   |
| 2008 | Capadocia                          | Paty           | Argos        |
| 2010 | Las Aparicio                       | Renata Ramos   | Argos        |
| 2011 | Bienvenida realidad                | Vanessa Torres | Argos        |
| 2016 | Hasta que te conocí                | Lola Beltrán   | Disney Media |
| 2017 | Las 13 esposas de Wilson Fernández | Esposa         | Televisa     |

### Premis i nominacions
| Any  | Premi                                          | Categoria       | Producció              | Resultat  |
| 2007 | Premi Ariel                                    | Millor Actriu   | La niña en la piedra   | Nominat   |
| 2011 | Festival Internacional de Cinema de Guanajuato | Millor Actriu   | Vete más lejos, Alicia | Guanyador |
| 2015 | Diosas de Plata                                | Millor Actriu   | Gloria                 | Guanyador |
| 2015 | Premi Ariel                                    | Millor Actriu   | Gloria                 | Guanyador |
| 2016 | Premi Luminius                                 | Actriu de l'Any | Gloria                 | Guanyador |